# Biber
Biber (alemão para "castor") foi um minissubmarino alemão da Segunda Guerra Mundial. Armado com dois torpedos ou minas de 53 centímetros, montadas externamente, elas pretendiam atacar a navegação costeira. Eles eram os menores submarinos da Kriegsmarine.
O Biber foi desenvolvido às pressas para ajudar a enfrentar a ameaça de uma invasão aliada da Europa. Isso resultou em falhas técnicas básicas que, combinadas com o treinamento inadequado de seus operadores, resultou que eles nunca representaram uma ameaça real ao transporte aliado, apesar de 324 submarinos terem sido entregues. Um dos poucos sucessos da classe foi o naufrágio do cargueiro Alan A. Dale.
Alguns sobreviveram em museus, incluindo um exemplar que foi restaurado à condição operacional.

## Desenvolvimento
A construção do primeiro protótipo começou em fevereiro de 1944 e foi concluída em menos de 6 semanas. O protótipo inicial, oficialmente intitulado Bunteboot (mas mais conhecido como Adam), foi fortemente influenciado pelo submarino britânico Welman. Ele diferia do projeto final em vários aspectos, como ser quase 2 metros mais curto. Após os testes no rio Trave, em 29 de maio, vinte e quatro Bibers foram encomendados.